# Weihnachtsspinne

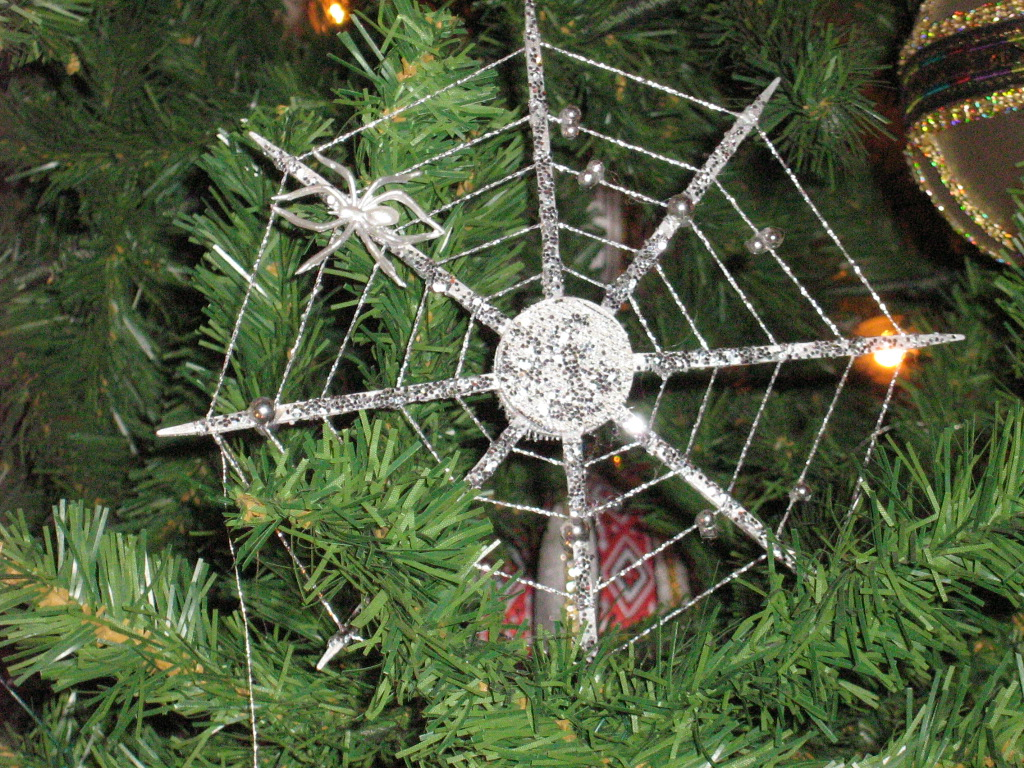
Spinnendekoration an Weihnachtsbaum

Eine Weihnachtsspinne ist ein ukrainischer Christbaumschmuck in Form eines Spinnennetzes mit Spinnen bzw. einer einzelnen Spinne, der anlässlich des ukrainischen Weihnachtsfestes am Tannenbaum angebracht wird.

## Beschreibung
Die Ornamente in Spinnenform, die traditionell Teil des Christbaumschmucks sind, werden aus unterschiedlichsten Materialien gefertigt. Sie können etwa aus verschiedenen auf Draht gefädelten Perlenarten bestehen mit einer größeren Glasperle in der Mitte für den Körper oder als kleine, spinnenförmige Objekte aus Papier und Draht. Es gibt aber auch silberne Spinnen aus Metall oder Plastik. Die Spinnennetze sind aus Wolle geknotet, aus silbernem Draht geformt oder werden kunstvoll nach traditionellen ukrainischen Stickmustern handgefertigt.

## Ursprung und Verbreitung
Der Brauch, Spinnen, meist in Form von Ornamenten, am Weihnachtsbaum anzubringen, ist nach Lubow Wolynetz, Kuratorin für Volkskunst am Ukrainian Museum and Library in Stamford (Connecticut), eine ukrainische Tradition, die bis ins späte 19. oder frühe 20. Jahrhundert zurückreicht. Die Verwendung von Spinnendekorationen fiel mit der zunehmenden Verwendung immergrüner Pflanzen für die Weihnachtsdekoration zusammen und steht mit der „Legende von den Weihnachtsspinnen“ in Zusammenhang. Im Laufe der Zeit wurden Spinnendekorationen immer beliebter und gewannen zunehmend an Bedeutung in der aktuellen Weihnachtsfolklore.  Die Legende soll einige langjährige Weihnachtstraditionen inspiriert haben, neben den Spinnenornamenten an Bäumen etwa silbernes Lametta. Spinnen galten in der ukrainischen Tradition schon immer als Glücksbringer und auch ein Spinnennetz, das an Weihnachten im Haus gefunden wird, als Zeichen des Glücks.

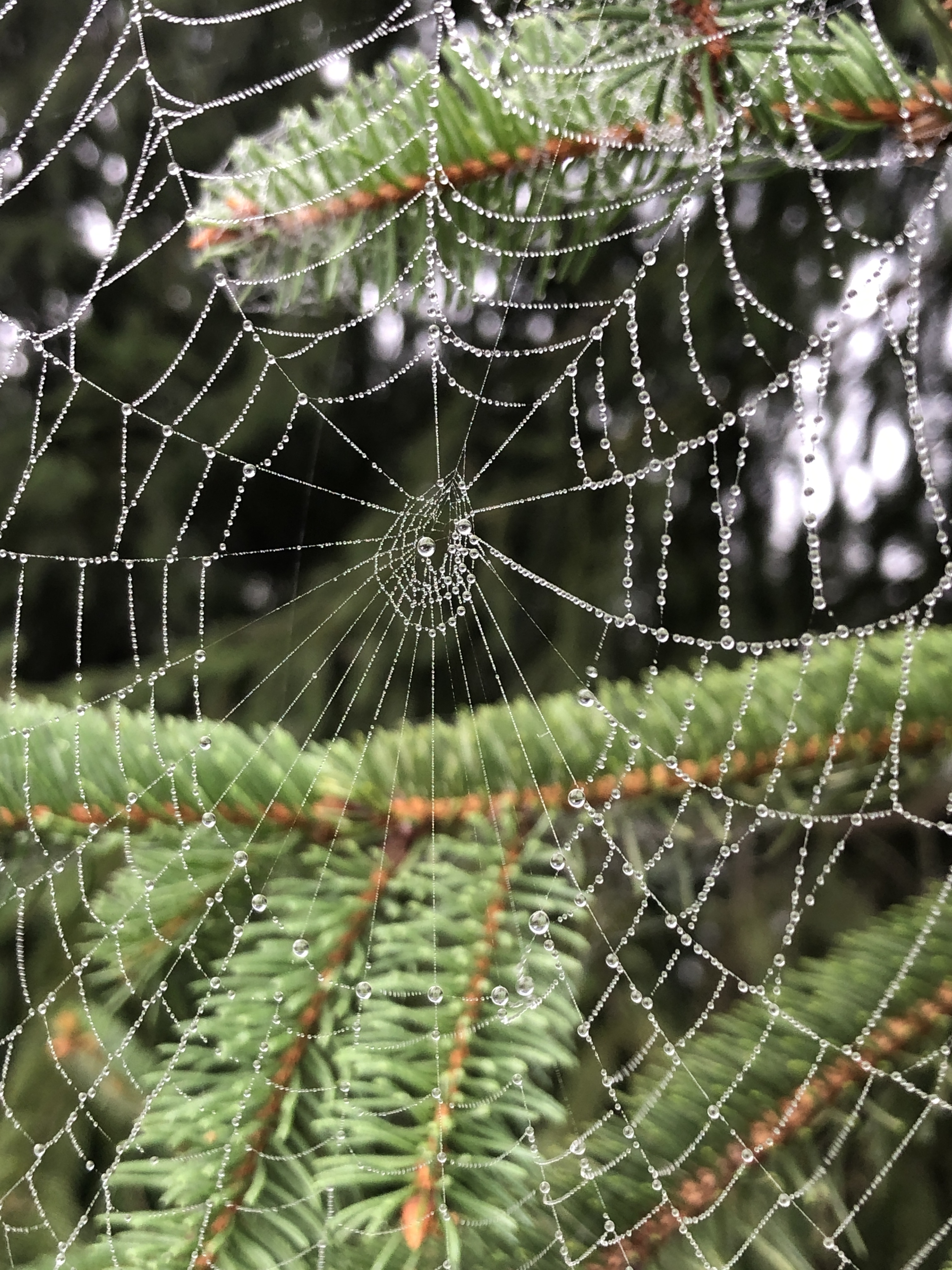
Spinnennetz in einem Nadelbaum

Das Volksmärchen über die sogenannten „Weihnachtsspinnen“ hat sich im Laufe der Zeit in verschiedenen Variationen entwickelt. Bei den meisten handelte es sich um eine arme Familie, zumeist eine Witwe mit ihren Kindern, die sich keinen Schmuck für ihren Weihnachtsbaum leisten konnte, und um freundliche, mitleidige Spinnen, die mit ihren kunstvollen Netzen dafür sorgten, dass der Tannenbaum geschmückt wird. „Während die Kinder schliefen, spannen die Spinnen silberne Netze um die Zweige. Als die Familie am Weihnachtsmorgen aufwachte, funkelten silberne Netze am Baum“. Einige Versionen sprechen den Spinnen weniger Anerkennung für ihre Kunstfertigkeit aus und legen nahe, dass es der Weihnachtsmann, das Christ- oder sogar das Jesuskind waren, die später kamen, um die Netze in Silber oder Gold zu verwandeln. Unabhängig davon, ob sie Hilfe hatten, werden die Spinnen jedoch typischerweise in einem positiven Licht dargestellt. Teilweise sind die Netze auch ein Garant für künftigen Wohlstand und finanzielle Sicherheit. „Als am Weihnachtsmorgen die ersten Sonnenstrahlen auf die Spinnennetze fielen, verwandelten sie sich in Gold und Silber. Von diesem Tag an fehlte es der Familie an nichts mehr“.
Durch die zunehmende Verbreitung hat der Brauch auch Aufnahme in verschiedene Museen gefunden, die, teils um die Weihnachtszeit, diese Spinnendekorationen und ihre Netze in ihrer Ausstellung oder in Workshops behandeln, wie etwa das Ukrainian Museum and Library of Stamford in Connecticut, das Ukrainische Museum in New York City, das Ukrainian Museum of Canada in Ontario und das Gardiner Museum in Toronto 2015 oder das Museum of Science and Industry in Chicago. Die Erzählung der Weihnachtsspinnen findet sich sowohl in zahlreichen älteren als auch in neuen Kinderbüchern.

## Weitere Bedeutungen

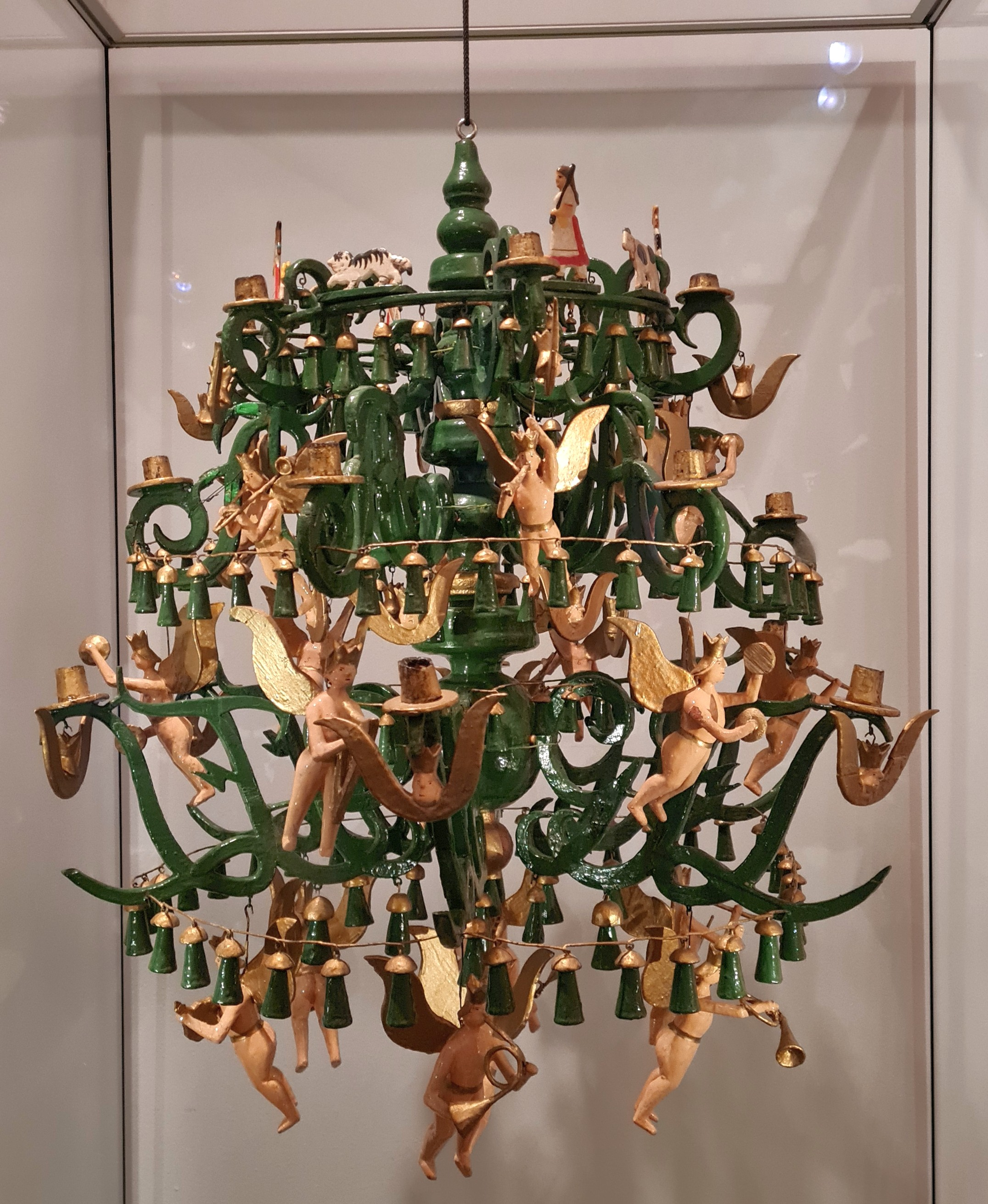
Leuchterspinne
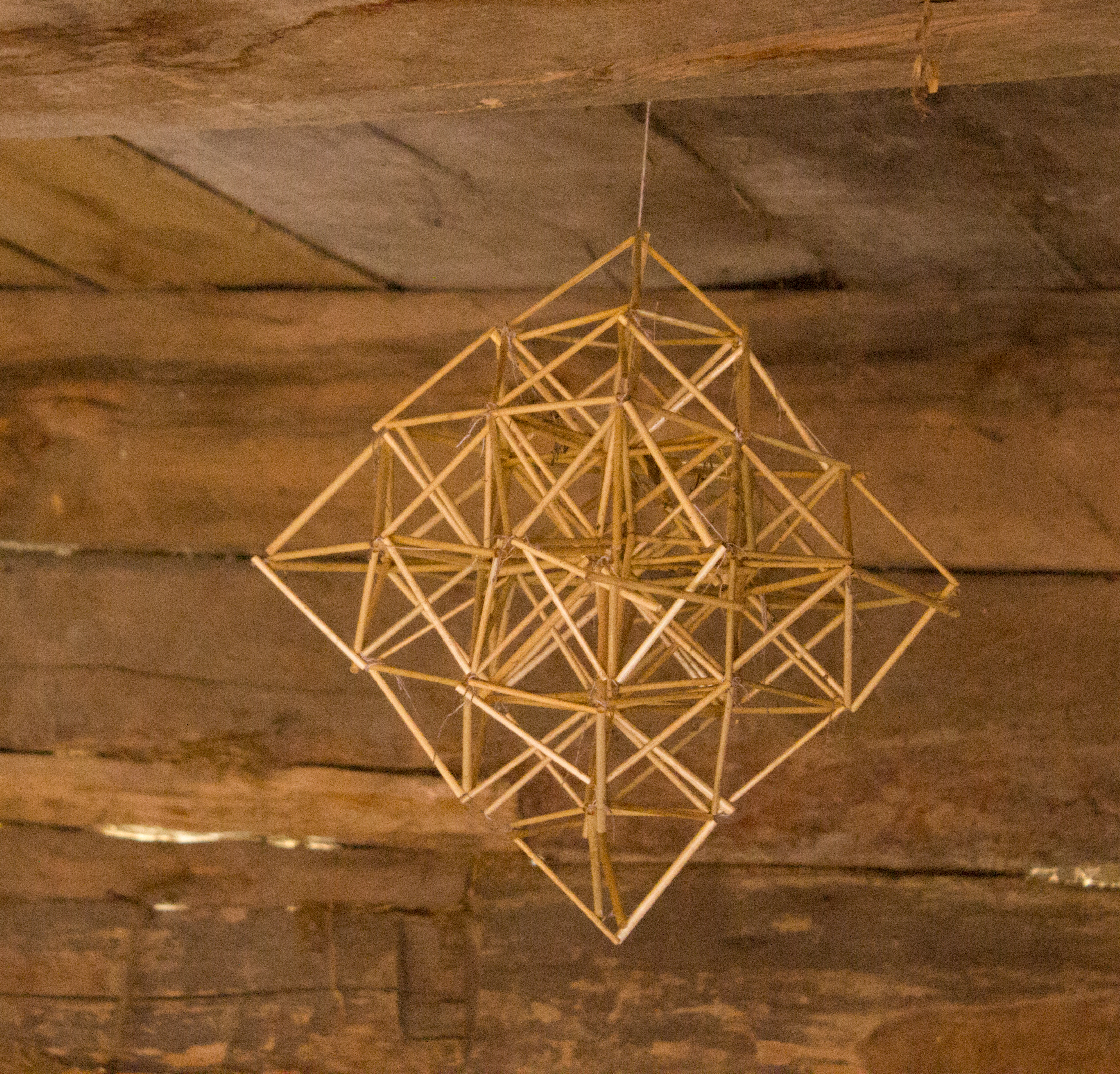
„Різдвяний павук“ / Himmeli

Vereinzelt wird die Bezeichnung „Weihnachtsspinne“ auch für die Leuchterspinne genannten, reich verzierten, mehrarmigen gedrechselten Holzkerzenleuchter aus der Region um das Erzgebirge verwendet.
Die im ukrainischen „Різдвяний павук“ (deutsch: „Weihnachtsspinne“) bezeichnete Dekoration entspricht dem Himmeli, ein in mehreren Ländern verbreitetes aus Strohhalmen gebasteltes, von der Zimmerdecke herabhängendes pyramidenförmiges Mobile, das früher vom Herbst bis zum Frühjahr den Raum schmückte.